# Julija Inoziemcewa
Julija Inoziemcewa (ros. Юлия Иноземцева, ur. 4 lipca 1983 r. w Saratowie) – rosyjska wioślarka.

## Osiągnięcia
- Mistrzostwa Świata Juniorów – Zagrzeb 2000 – ósemka – 3. miejsce[1].
- Mistrzostwa Świata Juniorów – Duisburg 2001 – dwójka bez sternika – 4. miejsce[1].
- Mistrzostwa Świata – Gifu 2005 – ósemka – 8. miejsce[1].
- Mistrzostwa Świata – Monachium 2007 – ósemka – brak[1][2].
- Mistrzostwa Świata – Linz 2008 – czwórka bez sternika – brak[1][2].
- Mistrzostwa Europy – Brześć 2009 – ósemka – 4. miejsce[1].
- Mistrzostwa Europy – Montemor-o-Velho 2010 – ósemka – 5. miejsce[1].